# Моурит
Моури́т(рос. моурит; англ. mourite; нім. Mourit m) — мінерал, водний ураномолібдат.

## Загальний опис
Хімічна формула: UMo5O12(OH)10.
Склад у % (змінені кислі ефузиви): UO2 — 19,38; UO3 — 2,40; MoO3 — 63,67; H2O — 7,74.
Домішки: SiO2 (1,72); Al2O3 (1,36); Fe2O3 (0,57); CaO (2,09); MgO (0,49); K2O (0,58); Na2O (0,54).
Сингонія моноклінна.
Утворює овальні жовна або натічні кірки і тонкі дрібнолускуваті виділення. Розмір жовен 3 −4 см.
Густина 4,2 і більше.
Твердість 3—3,5.
Колір фіолетовий.
Риса фіолетово-синя.
Знайдений у зонах гіпергенної зміни урано-молібденових руд, які розташовані серед гідротермально змінених кислих ефузивів девонського періоду.
Рідкісний.
За назвою хім. елементів: молібдену й урану. (Е. В. Копченова, К. В. Скворцова, Н. И. Силантьева, Г. А. Сидоренко, Л. В. Михайлова,1962).